# Platylomalus therondi
Platylomalus therondi är en skalbaggsart som beskrevs av Vienna 1983. Platylomalus therondi ingår i släktet Platylomalus och familjen stumpbaggar. Inga underarter finns listade i Catalogue of Life.